# Louis Michel de Boissy
Louis Michel de Boissy (* 1725; † 1788) war ein französischer Historiker. Sein Vater Louis de Boissy war Schriftsteller.

## Werke
- Histoire de Simonide et du siecle ou il a vecu avec des eclaircissemens chronologiques. Paris 1755
- Dissertations historiques et critiques sur la vie du grand prêtre Aaron. Paris 1761
- Dissertations critiques pour servir d’éclaircissements à l’histoire des Juifs, avant et depuis Jésus-Christ, et de supplément à l’histoire de Basnage. 2 Bände, Paris 1785, 1787